# ولادیمیر وخمین
ولادیمیر وخمین (روسی: Владимир Анатольевич Вохмянин؛ زادهٔ ۲۷ ژانویه ۱۹۶۲) تیرانداز اهل قزاقستان است.
وی در مسابقات کشوری و بین‌المللی در مجموع برندهٔ ۲ مدال برنز شده‌است.